# ارماندو دوبرا
ارماندو دوبرا (انگلیسی: Armando Dobra؛ زادهٔ ۱۴ آوریل ۲۰۰۱) بازیکن فوتبال اهل بریتانیا است.
از باشگاه‌هایی که در آن بازی کرده‌است می‌توان به باشگاه فوتبال ایپسویچ تاون اشاره کرد.
وی همچنین در تیم‌های ملی فوتبال Albania national under-19 football team و زیر ۲۱ سال آلبانی بازی کرده‌است.